# Буонконвенто
Буонконвенто (итал. Buonconvento) је насеље у Италији у округу Сијена, региону Тоскана.
Према процени из 2011. у насељу је живело 2688 становника. Насеље се налази на надморској висини од 145 м.

## Становништво
| 1936. | 1951. | 1961. | 1971. | 1981. | 1991. | 2001. | 2011. |
| ----- | ----- | ----- | ----- | ----- | ----- | ----- | ----- |
| 4.489 | 4.444 | 3.775 | 3.020 | 3.017 | 3.103 | 3.168 | 3.182 |